# Rhamphomyia obscuripennis
Rhamphomyia obscuripennis är en tvåvingeart som beskrevs av Johann Wilhelm Meigen 1830. Rhamphomyia obscuripennis ingår i släktet Rhamphomyia och familjen dansflugor. Inga underarter finns listade i Catalogue of Life.